# Glosario de términos gramaticales
El Glosario de términos gramaticales (GTG), es un glosario (pequeño diccionario especializado) dirigido a docentes de gramática española en todos los niveles educativos del mundo hispanohablante.La elaboración de esta nueva obra panhispánica fue aprobada el 1 de diciembre de 2014 por el pleno de directores y presidentes de las academias de la lengua española que conforman la ASALE en la reunión celebrada en Guadalajara (México).
Su enfoque principal es la morfología y la sintaxis, excluyendo áreas como fonética, fonología, ortografía o disciplinas interdisciplinarias (sociolingüística, psicolingüística, etc.).
Los principios rectores son claridad y sistematicidad, respondiendo a deficiencias observadas en la enseñanza de la gramática hispana, tanto conceptuales como terminológicas. El objetivo es que los docentes comprendan y apliquen los conceptos, superando el mero reconocimiento de categorías.
Los términos aquí incluidos deben analizarse no solo desde su significado (semántica), sino también en relación con convenciones discursivas relevantes. Esto explica por qué se ofrecen definiciones concisas de conceptos como semántica y pragmática.
Aunque la fonética y la fonología forman parte de la gramática en ciertos enfoques, este glosario adopta una perspectiva más restringida, centrada en morfología y sintaxis. Así, se excluyen términos como entonación o coarticulación, pero se incluyen otros como pronombre átono o vocal temática, por su relevancia sintáctica y morfológica. Se reconoce, sin embargo, la necesidad de emplear nociones como sílaba o consonante en el análisis gramatical, aunque no tengan entrada propia.
Sigue, en líneas generales, las recomendaciones terminológicas de la Nueva gramática de la lengua española.

## Contenido
- Definiciones, explicaciones y aclaraciones con enfoque didáctico.
- Ejemplos abundantes para ilustrar los conceptos.
- Equivalencias y términos afines en distintos enfoques de análisis gramatical.
- Relación con otros términos de significado vinculado.
- Presentaciones pedagógicas que diferencian claramente la información esencial de la complementaria.
- Indicaciones normativas en los apartados correspondientes.
- Vinculación entre conceptos mediante referencias internas.
- Esquemas detallados con clasificaciones de las categorías gramaticales y sus relaciones sintácticas.
- Tablas que sintetizan las características morfológicas y sintácticas de diversas unidades gramaticales.
- Referencias a secciones relevantes de las principales gramáticas del español publicadas en los últimos años.[2]

## Unificación y claridad conceptual
El GTG busca unificar terminología entre docentes hispanohablantes, priorizando la comprensión sobre la etiqueta. Se acepta que términos varíen por tradiciones teóricas o geográficas (ej. verbo de apoyo vs. verbo liviano), pero se enfatiza la delimitación precisa de cada concepto. Incluye tanto nociones clásicas (pretérito perfecto compuesto) como modernas (evidencialidad, foco), eligiendo los términos más extendidos y remitiendo a sinónimos.

### Estructura y uso didáctico
Cada entrada contiene:
1. Lema y nivel de complejidad (básico ★, intermedio ★★, avanzado ★★★).
2. Bloque introductorio: ejemplos, sinónimos, términos relacionados, familia léxica, referencias a esquemas y bibliografía.
3. Cuerpo principal: explicación detallada con ejemplos variados del español global.
4. Información complementaria: controversias, análisis alternativos y aplicaciones didácticas.

Además, se incluyen:
- Definiciones por remisión: vinculan términos equivalentes (ej. sustantivo remite a nombre).
- Envíos: dirigen a conceptos tratados dentro de otras entradas.

### Esquemas y tablas
Al final del GTG, recursos visuales resumen clasificaciones (ej. categorías gramaticales) y relaciones jerárquicas, facilitando la comprensión de conceptos interconectados.

### Actualización y enfoque crítico
El glosario integra avances recientes en lingüística, rechazando la idea de que la gramática deba simplificarse en niveles preuniversitarios. Fomenta el pensamiento crítico, presentando debates conceptuales (ej. límites entre sujeto y tópico) y animando a los estudiantes a analizar argumentos.

## Proceso colaborativo
Elaborado por la ASALE, el GTG surgió de un proceso de cinco años que incluyó:
1. Redacción inicial por la RAE.
2. Revisión por académicos americanos y docentes.
3. Consulta en línea a todas las academias.
4. Ajustes por una comisión interacadémica.
5. Revisión final unificando estilo y contenido.

## Objetivo
- Favorecer el perfeccionamiento de la formación gramatical de quienes enseñan español en los niveles previos a la universidad.
- Exponer y fundamentar la terminología gramatical adecuada para estos niveles educativos, facilitando su uso preciso y eficaz por parte de los docentes.
- Ampliar el conocimiento sobre las estructuras gramaticales y su vínculo con los significados que transmiten.
- Presentar de manera didáctica las nociones más complejas, clarificar las tradicionales e incorporar algunos conceptos modernos ampliamente utilizados en el análisis gramatical del español.
- Promover una enseñanza de la gramática más reflexiva y menos mecánica.[2]

### Objetivo final
Esta obra aspira a ser una herramienta esencial para docentes, promoviendo un conocimiento profundo de la gramática española y su enseñanza dinámica. Subraya la importancia de trasladar no solo terminología, sino también métodos analíticos que enriquezcan la competencia lingüística de los estudiantes.